# Marquee Club (Live 1971)
Marquee Club (Live 1971) je koncertní album britské rockové skupiny The Rolling Stones, které vyšlo v roce 2015. Album vyšlo jako součást archivované edice From the Vault. Album bylo nahráváno v londýnském klubu Marquee v rámci britského turné v roce 1971. 

## Seznam skladeb
| Pořadí | Skladba                         |
| ------ | ------------------------------- |
| 1.     | "Live With Me"                  |
| 2.     | "Dead Flowers"                  |
| 3.     | "I Got the Blues"               |
| 4.     | "Let It Rock"                   |
| 5.     | "Midnight Rambler"              |
| 6.     | "(I Can’t Get No) Satisfaction" |
| 7.     | "Bitch"                         |
| 8.     | "Brown Sugar"                   |

## Obsazení
The Rolling Stones
- Mick Jagger - zpěv, harmonika
- Keith Richards - kytara, doprovodné vokály
- Mick Taylor - kytara
- Bill Wyman - baskytara
- Charlie Watts - bicí

Doprovodní členové
- Nicky Hopkins - (piáno)
- Bobby Keys - (saxofon)
- Jim Price - (trubka)